# Gołogóry (miejscowość)

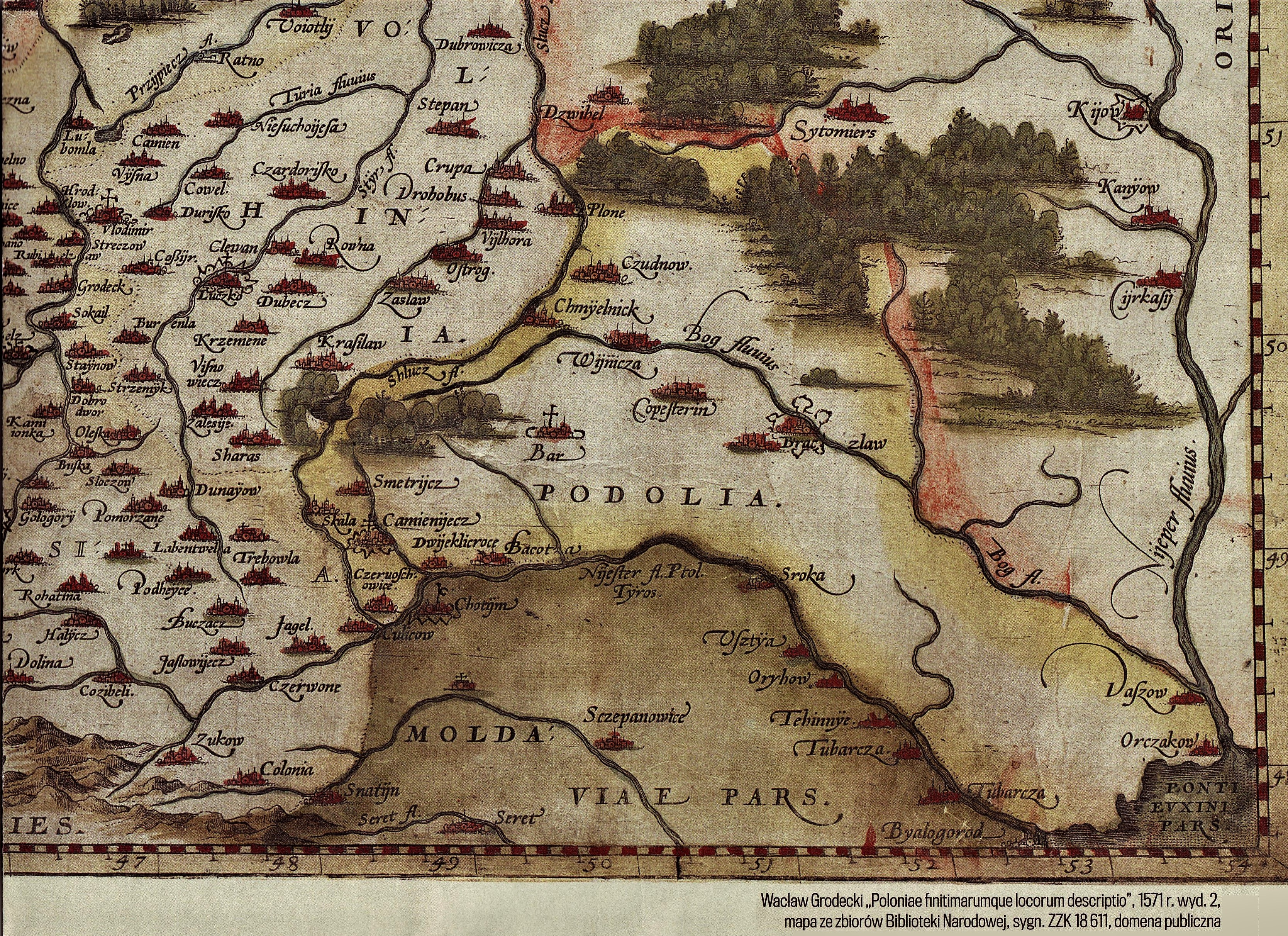
Wieś na mapie W. Grodeckiego, Poloniae finitimarumgue locarum descriptio

Gołogóry (ukr. Гологори) – wieś, dawniej miasteczko, w rejonie złoczowskim obwodu lwowskiego Ukrainy. Miejscowość liczy 658 mieszkańców.
Prywatne miasto szlacheckie lokowane w 1461 roku położone było w XVI wieku w województwie ruskim. 
W II Rzeczypospolitej siedziba gminy wiejskiej Gołogóry w powiecie złoczowskim województwa tarnopolskiego. Parafia rzymskokatolicka i greckokatolicka loco. 2480 mieszkańców w 1929 r. (według "Księgi adresowej Polski"). 
W nocy z 30 na 31 marca 1944 nacjonaliści ukraińscy z OUN-UPA zamordowali tutaj 26 Polaków i 1 Ukraińca.

## Położenie
Według Słownika geograficznego Królestwa Polskiego i innych krajów słowiańskich Gołogóry to: „miasteczko w powiecie złoczowskim, położone 3 mile na zachód od Złoczowa wśród gór wysokich, lesistych i bagnistych zwanych Woroniaki”.

## Ludność
- W 1857 Gołogóry zamieszkiwali Polacy i Rusini (ogółem 2482 osób)
- W latach 1880–1902 na obszarze wsi było 2507 mieszkańców, w tym 636 wyznania rz.-kat., reszta gr.-kat. i izrael. Rzym.-kat. i gr.-kat. parafia znajdowały się w miejscu[4];
- W 1921 roku 2447 mieszkańców, w tym 1419 Ukraińców, 522 Polaków i 505 Żydów[5];
- W 1931 roku 2669 mieszkańców[5].

## Historia
- Wioska o tej nazwie istniała już w XII w.
- Jako miasto, własność lokalnej arystokracji, wymieniane jest w dokumentach z 1461 r.
- 1470 rok – pierwsza znana data pojawienia się Żydów w Gołogórach[6].
- W XVII i XVIII w. znane z miejscowych targów żywym inwentarzem, w tym końmi
- W XVIII w. właścicielem Gołogóry był polski szlachcic Mikołaj Bazyli Potocki
- W 1895 r. baron Hirsch założył prywatną szkołę żydowską, która uzyskała status szkoły państwowej w 1901 r. Uczęszczali do niej zarówno Żydzi, jak i uczniowie innych wyznań. Dzieci, w ramach zajęć bednarstwa, odpracowywały czesne wytwarzając m.in. cebrzyki, balie, wiadra. Szkoła istniała do 1939 r.
- W listopadzie 1942 r. wszyscy Żydzi zostali wywiezieni do getta w Złoczowie, gdzie w 1943 roku zginęli[7].
- W nocy z 30 na 31 marca 1944 r. bojówka UPA napadła na polskie zagrody i wymordowała 28 osób paląc 41 zabudowań[5].
- Latem 1945 r., po opuszczeniu miejscowości przez Polaków, żołnierze radzieccy wysadzili kościół rzymskokatolicki i rozebrali ruiny zamku.

## Zabytki
- dwie cerkwie greckokatolickie.
- kościół rzymskokatolicki (ufundowany w 1452 r.; zniszczony przez ogień w 1648 r.; odnowiony pod koniec XVII w.). W 1766 r. ponownie spalony. Popadł w ruinę w 1828 r. i ustracił charakter gotycki. Dziś przedstawia się jako typowy dla Podola kościół barokowy o wysmukłych proporcjach gotyckich i wysoko umieszczonych oknach, które świadczą o dawnym charakterze obronnym tego kościoła.
- ruiny zamku[8] - pozostałości zamku z XV wieku znajdują się w północno-wschodniej części miejscowości przy rozwidleniu dróg. Zamek pierwotnie składał się z czworobocznego budynku ("kamienicy") otoczonego murem z czterema basztami w narożach i należał do najstarszych zamków na Rusi Czerwonej. W XV w. gniazdo rodowe Gołogórskich. W czasie najazdów tatarskich, odgrywał ważną rolę strategiczną. W czasie wojen kozackich i tureckich w XVI i XVII w. wielokrotnie niszczony. Już jako zupełną ruinę, w roku 1792 od rodziny Starzyńskich nabył go klasztor OO. Dominikanów w Podkamieniu. W ciągu XIX w. zamek w znacznej części rozebrano na materiał. Naprzeciw ruin zamku na wzgórzu widać kamienną figurę św. Marka na słupie, pod którym według legendy pochowany jest chan tatarski.

## Ludzie związani z Gołogorami
- Piotr Ferensowicz – polski śpiewak i dyrygent,
- Jan Sienieński – polski duchowny katolicki, arcybiskup lwowski,
- Ryszard Zub – polski szermierz szablista, trzykrotny medalista olimpijski.
- ks. Adam Wesołowski (ur. 1814, zm. 8 lipca 1890) – proboszcz w Gołogórach[9]